# Attacus taprobanis
Attacus taprobanis — крупная ночная бабочка из семейства Павлиноглазок. Впервые описана британским энтомологом Фредериком Муром в 1882 году.

## Описание
Внешне вид очень сходен с Attacus atlas, в связи с чем его иногда рассматриваются в качестве подвида последнего.
Очень крупные бабочки с большими широкими крыльями. Размах крыльев достигает 22 сантиметров. Тело вальковатое, густо опушенное. Каждое крыло несет крупное дискоидное прозрачное «глазчатое» пятно. Ротовой аппарат не развит. Бабочки не питаются (афагия) и живут за счет питательных веществ, накопленных в стадии гусеницы. Ноги укороченные; голени задних ног с 2—3 шпорами. Усики перистые, с двумя парами выростов на каждом членике, у самок выросты значительно короче, чем у самцов.

## Распространение
Встречается в Юго-западной Индии и на Шри-Ланке.

## Размножение
Самка привлекает самцов секретирующими феромонами через железы, расположенные на кончике брюшка. Самцы отыскивают самок по запаху феромонов с помощью своих больших перистых усиков .
Яйца откладываются самкой на нижнюю часть растений. Инкубационный длится период от 8 до 20 дней. Гусеница толстая, голубовато-зелёная, сверху и по бокам полностью покрытая белой «пылью».

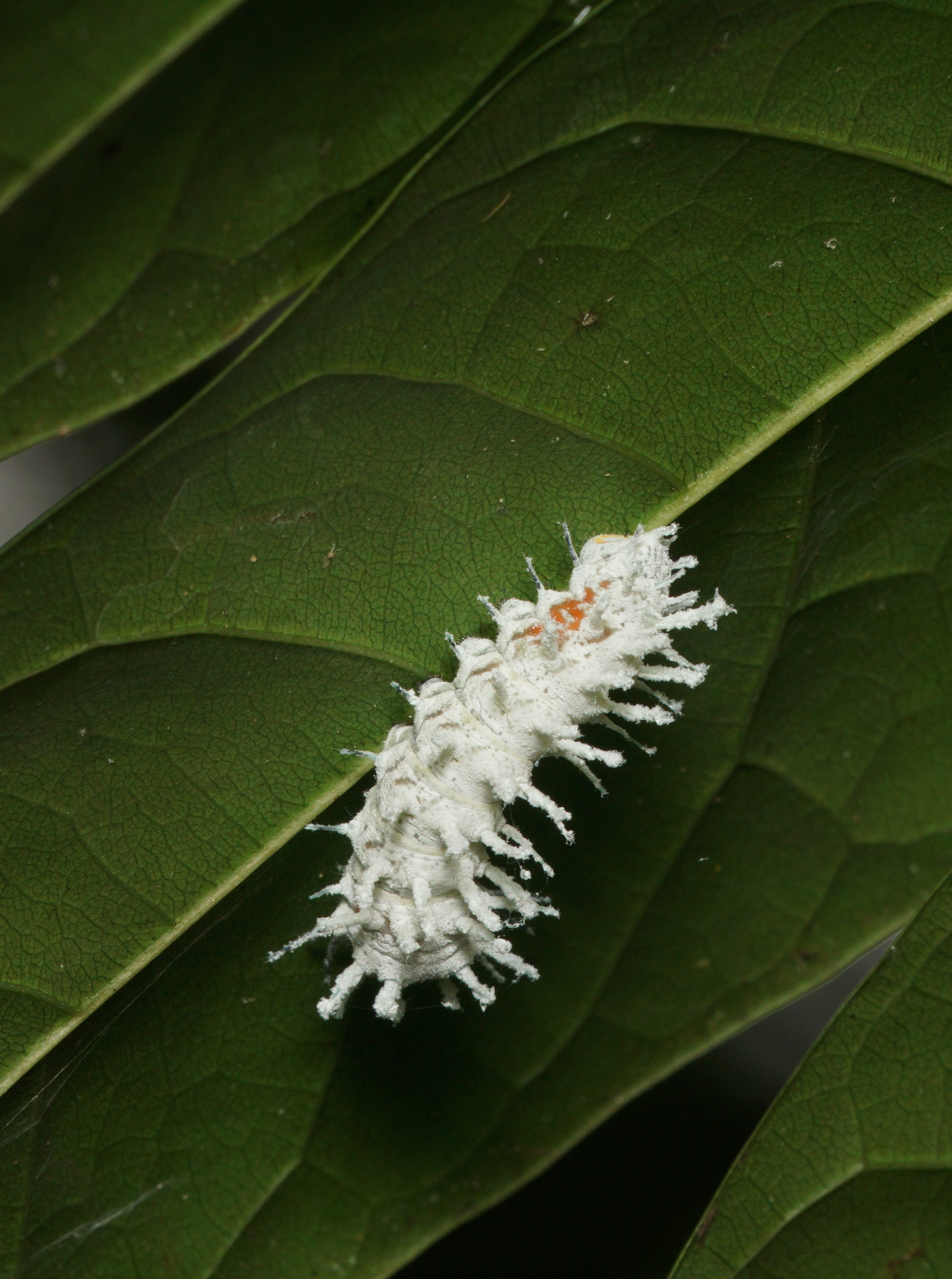
Гусеница
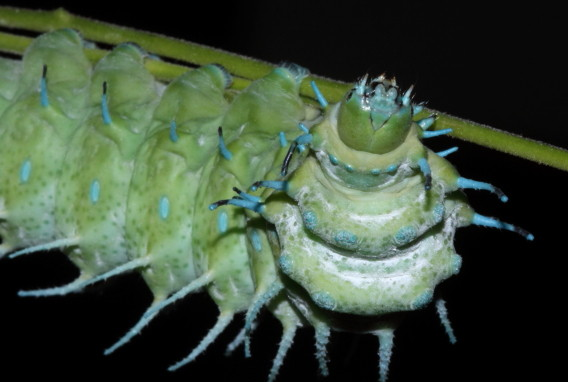
Голова гусеницы
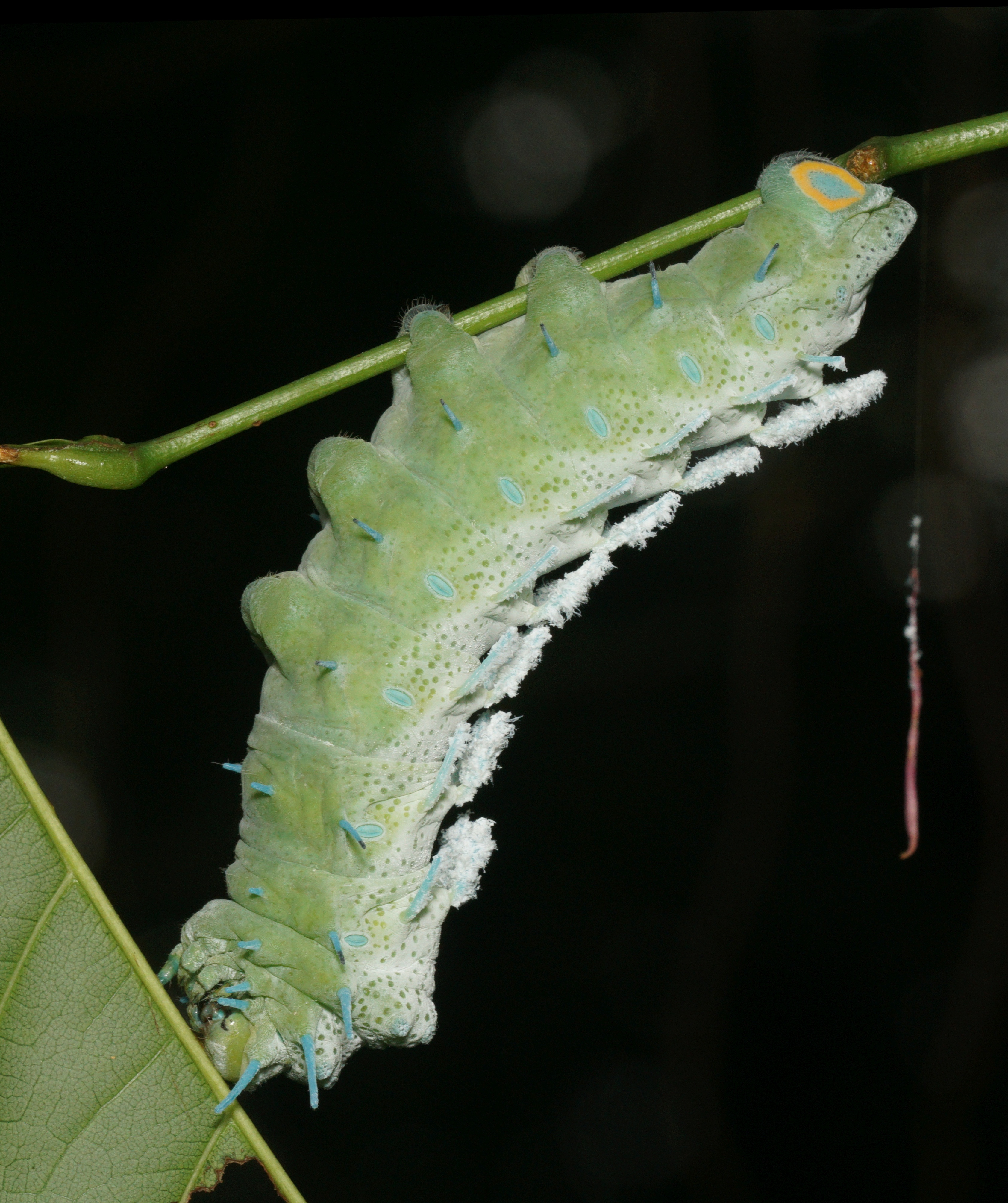
Гусеница
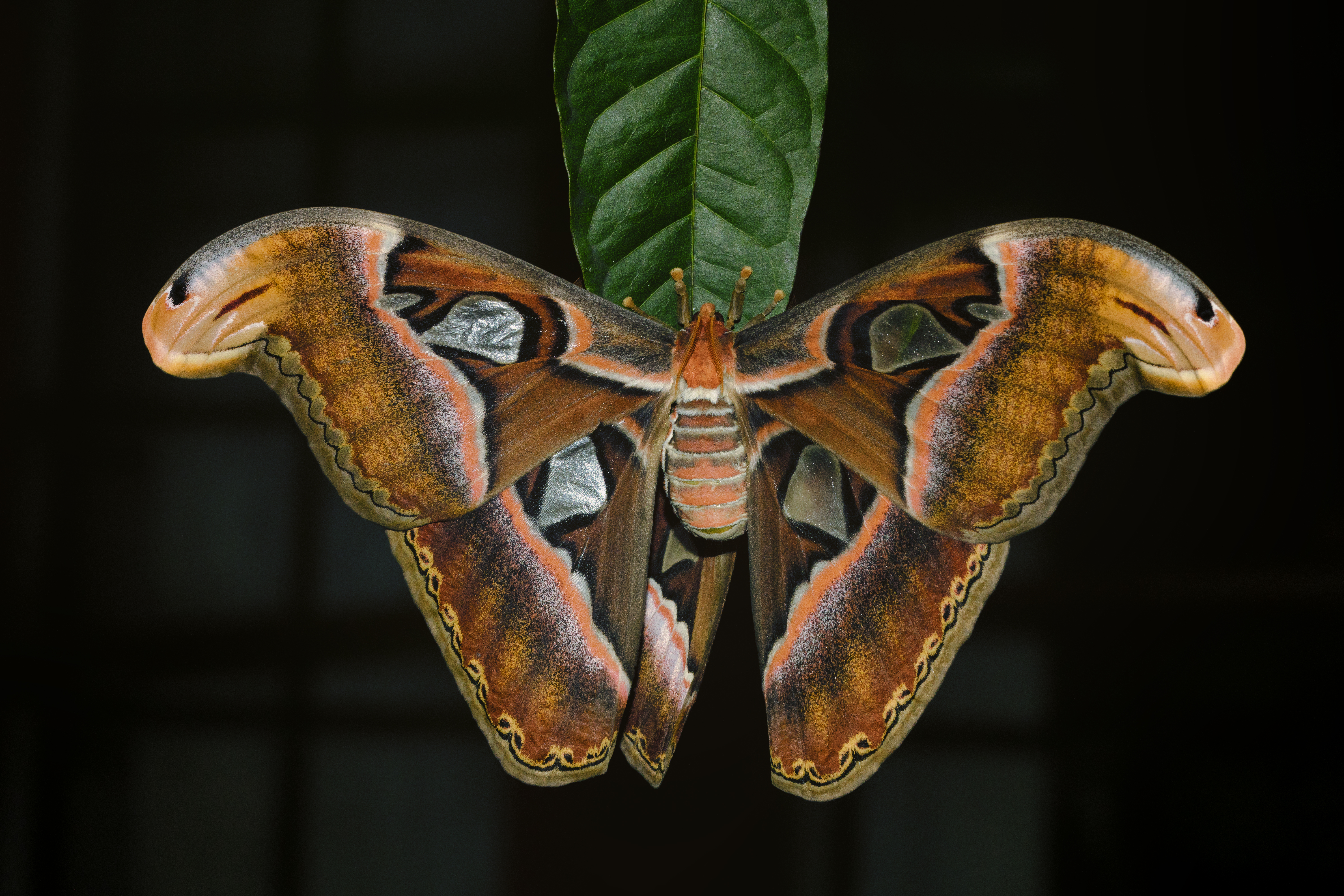
Самка